# Бург, Эдуард, 2-й барон Бург из Гейнсборо
Эдуард Бург (англ. Edward Burgh; примерно 1463 — 20 августа 1528) — английский аристократ, de jure 2-й барон Бург с 1496 года. 

## Биография
Эдуард Бург принадлежал к старинному роду, представители которого, владевшие землями в Линкольншире, возводили свою генеалогию к Хьюберту де Бургу, 1-му графу Кенту. Он родился примерно в 1463 году и стал единственным сыном Томаса Бурга и Маргарет де Рос. В 1487 году Бург сражался в составе правительственной армии при Стоук-Филд и на поле боя был посвящён в рыцари. Король Генрих VII в том же году вызвал его отца в парламент как лорда. В 1492 году сэр Эдуард заседал в парламенте как рыцарь от графства Линкольншир. После смерти отца в 1496 году он унаследовал семейные владения и права на титул; в парламент его ни разу не приглашали, но он считается de jure 2-м бароном Бургом.
В 1510 году сэр Эдуард был признан неправоспособным из-за психической болезни. Историки полагают, что его сумасшествие связано с происхождением по женской линии от де Росов: среди представителей этой семьи, как и среди их потомков Тэлбойсов, встречались психически больные. Остаток жизни Бург провёл в домашнем заточении, а главой семьи считался его старший сын. Барон умер 20 августа 1528 года.
Эдуард Бург был женат на Анне Кобем, дочери Томаса Кобема, 5-го барона Кобема из Стерборо, и Анны Стаффорд, вдове Эдуарда Блаунта, 2-го барона Маунтжоя. В этом браке родились двое сыновей:
- Генри[1];
- Томас (около 1488—1550), 1-й барон Бург новой креации с 1529 года[1][4].

В течение веков из одной исторической работы в другую переходило утверждение о том, что в 1529 году барон Бург женился на юной Екатерине Парр, дочери Томаса Парра и Мод Грин, впоследствии — шестой и последней супруге короля Генриха VIII. Однако достоверно известно, что сэр Эдуард умер ещё в 1528 году. В XX веке группа историков, изучив документы (в первую очередь завещание Мод Грин), пришла к окончательному выводу о том, что мужем Екатерины стал внук барона — тоже Эдуард и тоже сын Томаса Бурга, 1-го барона Бурга (но уже второй креации).